# Jauría (banda)
Jauría es una banda de rock argentina formada en 2010 por Ciro Pertusi, Mauro Ambesi, Pichu Serniotti y Ray Fajardo. Después de su álbum debut Jauría (2010), Serniotti dejó el grupo y fue sustituido por Sebastián Ambesi con quien graban su segundo disco Libre o muerto (2013).

## Historia
Luego de su alejamiento de Attaque 77 (a fines del año 2008), en mayo de 2009 Ciro Pertusi emprende un viaje con su familia rumbo a la Riviera Maya en México. Pasado cierto tiempo, comienza a componer nuevas canciones y más tarde, con la ayuda de un DJ de la zona, comienza a grabar de forma casera un demo con sus nuevas composiciones, que hoy forman parte del repertorio de la banda. Una vez decidido a ingresar nuevamente al mundo de la música, Ciro, desde México, comienza a comunicarse, en primera instancia vía correo electrónico, y más tarde por teléfono, con Esteban "Pichu" Serniotti, a quien conocía por su pasado en Cabezones. Luego de reiteradas charlas e intercambios de ideas deciden embarcarse juntos en un nuevo proyecto.
Al poco tiempo de la salida de "Ray" Fajardo como baterista de El Otro Yo, Ciro y Esteban se comunican con él. Si bien la idea de tocar con Ray estaba presente desde un primer momento, habían decidido no contactarlo por su compromiso con El Otro Yo. El alejamiento del baterista de su antigua banda fue el detonante para que decidieran comentarle su proyecto, y Ray accedió a participar de inmediato.
Más tarde, Ciro propone como bajista a su amigo Mauro Ambesi. A quien conocía desde el año 1992, cuando ambos eran vecinos en el barrio de Flores. Esteban y Ray se reunieron con Mauro para realizar una prueba y no dudaron en incorporarlo al grupo. Con Ciro aún en México, la banda ensayó desde octubre a diciembre de 2009 sin el cantante, en esos ensayos la voz estaba a cargo de Mauro.
Una vez con Ciro en Buenos Aires, se embarcaron en una seguidilla de ensayos, en los cuales componían, grababan demos e intercambiaban ideas, con el fin de darle forma a los temas que formarían parte de su primer disco. En diciembre de 2010 editan su disco debut Jauría, que contiene 16 canciones, más una versión de la famosa "Marcha Imperial", tema musical perteneciente a la banda sonora de la saga de Star Wars. Su primer sencillo fue "Adiós a Dios" y en 2011 presentaron el videoclip de "Indios Kilme".
El debut en vivo de la banda se realizó el 19 de enero de 2011 en "Abbey Road" de Mar del Plata. En dicho show se presentaron los temas de su disco y completaron el repertorio con canciones de la exbanda de Ciro, Attaque 77. Durante 2011 y 2012 presentaron el disco en todo el país, como también lo hicieron en Chile, Uruguay, México y otros países de Latinoamérica. En septiembre y octubre del mismo año realizan una gira nacional junto a Cadena Perpetua. Siendo bandas que comparten buena cantidad de público, los shows realizados tuvieron muy buena aceptación.
En octubre de 2012, por motivos personales y sin conflictos de por medio con el resto de la banda, se aleja el guitarrista Esteban Serniotti y se integra a la banda Sebastián Ambesi, hermano de Mauro. En diciembre lanzan el sencillo "No Pertenecemos", con el tema que da nombre al simple, compuesto por Mauro Ambesi y Ciro Pertusi. Esta canción es la primera en tener a Sebastián Ambesi en guitarra.
El 23 de marzo de 2013 abren el concierto de Ska-P en el Estadio Ferro Carril Oeste, y en agosto sale a la venta el segundo álbum de larga duración de Jauría, titulado Libre o Muerto. Es un disco doble, ya que lo componen veintiún canciones, pero grabadas todas en el mismo CD. Cuenta con invitados como Andrés Ciro Martínez de Ciro y los Persas, Claudio Marciello, Diego Arnedo de Divididos, Diego Vainer (colaborador de Melero, El Otro Yo y miembro de Terraplén, banda producida por Gustavo Santaolalla), Edu Schmidt (ex Árbol), Felipe Barrozo de Intoxicados, Hernán Valente de Cadena Perpetua, Tery Langer de Carajo, Kutxi Romero de Marea, Maikel de Luna Campos de Kapanga, Martín Bosa de La Franela y Pablo Kiddle. Los cortes de difusión son "No Pertenecemos", editado un año antes, "Amigo mío", y "Alta definición"
El año 2014 fue de mucho movimiento para la banda. Inician el año con dos presentaciones en enero, en Pinamar el 18 de enero, y en "Teatro de Flores" el 24 de enero en el marco del ciclo verano Negro. En marzo participan en el festival "Cosquin Rock" el 2 de marzo, tocando 10 canciones en media hora. Luego inician una mini gira por los barrios bonaerenses, presentándose el 8 de marzo en el club Tucumán de Quilmes, el 23 de abril en Momo Rock de Laferrere, el 26 de abril en el City Bar de Martínez, el 10 de mayo en Auditorio Sur (junto con Cadena Perpetua) y el 31 de mayo en XLR de San Miguel. Paralelamente se presentaron en el "Vivo por el Rock III" en el Gran Parque de la Exposición, en Lima Perú. El 27 de mayo se presentaron el Auditorio "Luz y Fuerza" en la provincia de Córdoba, en conmemoración de los 40 años del Cordobazo ante sala llena. 
Ya en el segundo semestre del año vuelven a presentarse en el Momo Rock de Laferrere, esta vez junto con Catupecu Machu el 14 de junio, por otro lado, editan junto a Cadena Perpetua, un simple que consta de 5 canciones (un tema de Jauría interpretado por Cadena Perpetua y viceversa, y 3 covers que interpretan en conjunto, uno de Pappo, uno de Los violadores y uno de Moris), este EP fue titulado Un Golpe de Suerte e implicó una gira por el interior del País, en la cual, en cada presentación se dio como regalo junto con la entrada una copia del mismo.
La Gira Un Golpe de suerte, junto con Cadena Perpetua, involucro las ciudades de Bahía Blanca, Cipoletti, Pinamar, Mar del Plata, La Plata, Santa Fe, Rosario, Córdoba y Tucumán entre los meses de septiembre y octubre, más una presentación despedida en Auditorio Sur de Temperley el 1 de noviembre. Culminando el año se espera un recital en el Teatro Vorterix, el día 19 de diciembre, en la cual la lista de temas fue elegida por el público.
La banda tuvo un receso de 2016 a 2018 debido a una operación de garganta que debió hacerse Ciro Pertusi la cual le llevó un largo tiempo de recuperación. Además se encuentran preparando el material de lo que será el próximo disco de estudio.

## Miembros
- Ciro Pertusi: Voz y guitarra.
- Mauro Ambesi: Bajo y coros.
- Ray Fajardo: Batería y programaciones.
- Sebastián Ambesi: Guitarra y coros.

### Exmiembro
- Esteban "Pichu" Serniotti: Guitarra y coros. (2010-2012)

## Discografía

### Álbumes de estudio
- Jauría (2010)
- Libre o muerto (2013)

### Singles
- No pertenecemos
- Vamos juntos (2020)
- Antes fuego, ahora fuego (2021)